# Genaro García Luna
Pour les articles homonymes, voir García et Luna.
Genaro García Luna, né le 10 juillet 1968 à Mexico, est un homme politique mexicain.
Il est directeur de l'Agence fédérale d’investigation de 2001 à 2006 sous le mandat du président Vicente Fox, puis secrétaire de la Sécurité du Mexique de 2006 à 2012 sous la présidence de Felipe Calderón. Il est chargé de la « guerre de la drogue », lancée en 2006, qui fait des dizaines de milliers de morts. Sa gestion donne lieu à de nombreuses controverses concernant des montages judiciaires et ses liens présumés avec le narcotrafic.
Il est arrêté aux États-Unis en décembre 2019, accusé de complicité de trafic de drogue et d’avoir accepté des pots-de-vin pour protéger le cartel de Sinaloa.

## Biographie
Il fait des études d’ingénieur en mécanique à l’université autonome métropolitaine. À 20 ans il commence dans le domaine du renseignement du Centre de recherche et de sécurité nationale (CISEN), où il reste jusqu’en 1998, pour devenir ensuite coordinateur général du renseignement pour la prévention à la Police fédérale préventive, où il élabore le concept et le rattachement des bureaux des domaines du renseignement.
À la fin de l’année 2000, après avoir gagné un concours pour restructurer la Police fédérale judiciaire (en), il est nommé directeur de la planification et des opérations de la Police fédérale judiciaire, époque où il met en œuvre un processus de réorganisation avec de nouvelles structures administratives et opérationnelles, tout comme des nouveaux systèmes d’information. La Police fédérale judiciaire est devenue l’« Agence fédérale d'investigation » (Agencia Federal de Investigación - AFI).
La journaliste d’investigation Anabel Hernandez, auteure de livres sur la guerre contre la drogue au Mexique, décrit Genaro García Luna comme un « policier qui a toujours été très médiocre [et] a atteint les plus hautes fonctions en faisant le sale boulot. Il s’est sali les mains pour ses chefs et a ainsi gravi les échelons dans l’administration et dans le crime organisé. » Selon elle, il est entré dans le monde du crime dans les années 1990, en protégeant des bandes de kidnappeurs en échange de pots-de-vin. García Luna est soupçonné d'avoir tenté de la faire assassiner en raison de ses enquêtes.
Genaro García Luna est nommé, par le président Felipe Calderón, secrétaire de la Sécurité du Mexique le 30 novembre 2006. Bien que bénéficiant du soutien inconditionnel du président Calderón, il est mis en cause par plusieurs reportages et livres d’investigation accréditant sa complicité active avec les milieux criminels. Des parlementaires d’opposition dénoncent ses activités au Parlement, tandis que le ministre est incapable de justifier son enrichissement considérable. Il reste à ce poste jusqu'au 30 novembre 2012, remplacé par Manuel Mondragón y Kalb (es) chargé de préparer la suppression de cette fonction après l'élection du nouveau président Enrique Peña Nieto.
Perdant le soutien politique dont il bénéficiait jusqu'à la fin de la présidence de Calderón, il quitte le Mexique en 2012 pour se réfugier à Miami aux États-Unis. Il demande en 2018 sa naturalisation américaine.

## Controverses

### Affaire Florence Cassez
Il est accusé d'être aussi impliqué dans le montage médiatique de l'arrestation de Florence Cassez en 2005. Ayant reconnu publiquement la mise en scène, il s'en explique et ajoute qu'il s'agissait : « d'une reconstitution demandée par les médias et que cet élément ne sera pas pris en compte lors du procès de la Française ». La version est formellement démentie par Carlos Loret de Mola (en), présentateur vedette de la chaîne Televisa qui affirme avoir été manipulé par les autorités sur lesquelles il rejette toute la responsabilité de la mise en scène.
Cette manipulation a été l'une des causes principales ayant amené la Cour suprême du Mexique à annuler la condamnation de la Française, sans pour autant que la cour ne se prononce sur son innocence ou sa culpabilité, décidant ainsi sa libération.

### Liens avec le narcotrafic
Il a été accusé en 2012 par les narcotrafiquants, d'être lui-même un narcotrafiquant avec plus de pouvoir et de recevoir d'argent des cartels de la drogue. Les services de renseignements américains détiendraient des preuves de liens entre l'ancien ministre et le trafic de la drogue. Il a notamment été accusé d'avoir reçu des paiements s'élevant à six à huit millions de dollars de la part du cartel d'El Chapo lors du procès de ce dernier, tenu à New York en 2018.
Le 9 décembre 2019, il est arrêté à Dallas, au Texas, accusé par le procureur de Brooklyn (en), Richard Donoghue (en), de complot, d'avoir « en échange de pots-de-vin de plusieurs millions de dollars de El Chapo Guzmán Loera, alors qu’il contrôlait la police fédérale mexicaine et était chargé d’assurer la sécurité publique au Mexique, d'avoir permis au cartel de Sinaloa d’opérer en toute impunité au Mexique et d'avoir fait de fausses déclarations »,,.
Le gouvernement mexicain d'Andres Manuel Lopez Obrador dépose plainte contre l'ancien ministre pour le détournement présumé de plus de 200 millions de dollars du trésor public vers des entreprises appartenant à des proches. « Durant les années 2013, 2017 et 2018, il y a des transferts pour un total de 2,6 milliards de pesos (139 millions de dollars) et pour 77 millions de dollars lors d’autres transferts vers une entreprise (basée au Panama) qui envoyait des fonds vers d’autres entités en Israël, en Lettonie, au Panama, en Chine, aux États-Unis, à La Barbade, à Curaçao », a détaillé Santiago Nieto lors de la conférence de presse quotidienne du président mexicain Andres Manuel Lopez Obrador,.
Le 3 janvier 2020, il comparait devant le tribunal fédéral de Brooklyn (en), où il plaide non coupable.
Le 21 février 2023, le tribunal fédéral de Brooklyn reconnaît García Luna coupable de de corruption et de trafic de drogue,. Le 19 septembre 2024, le procureur de Brooklyn, Breon Peace (en), requiert la prison à vie à son encontre. Le 16 octobre 2024, le juge Brian Cogan (en) le condamne à 38 ans et 4 mois de prison et 2 millions de dollars d'amende,. Le 19 décembre 2024, il est transféré au pénitentier fédéral de Lee (en), en Virginie. Fin juin 2025, il est transféré à ADX Florence, la prison la plus sécurisée au monde, dans le Colorado.
Le 21 septembre 2021, le gouvernement mexicain, représenté par son unité de renseignement financier, intente une action au civil pour récupérer les actifs obtenus illégalement par García Luna et ses associés. La plainte est déposée auprès du tribunal du 11e circuit judiciaire de Floride, État « où un nombre significatif d'entreprises et de biens associés à des actes de corruption politique et de blanchiment d'argent faisant l'objet du litige ont été identifiés ». Le 22 mai 2025, la juge Lisa S. Walsh (en) condamne García Luna et son épouse, Linda Cristina Pereyra, à verser respectivement 748 829 626 dollars et 1 740 540 000 dollars au gouvernement mexicain. 

## Ouvrages
Sur la base d'un documentaire et d'une enquête de témoignages méticuleux, le journaliste J. Jesús Lemus a publié El Licenciado, un livre qui examine en détail le profil de Genaro García Luna, qui fait l'objet d'accusations pour les liens avec les narcos. L'auteur avait été accusé d'appartenir à un cartel de la drogue. Il fut kidnappé par la police ministérielle de Guanajuato. Lemus a été libéré après qu'un juge a déterminé qu'il n'y avait pas suffisamment d'éléments pour l'avoir reconnu coupable d'association criminelle et de promotion du trafic de drogue. En raison de ses enquêtes, le journaliste  a été harcelé et torturé pendant l'administration de l'ancien président Felipe Calderón. Avec le crime, elles ont provoqué des milliers de morts, des disparitions forcées, des harcèlements et des emprisonnements injustes.

### Autres réalisations et projets
- Ordre du Mérite de la Police, avec le Ruban Rouge, accordé par le gouvernement espagnol, pour le travail effectué dans des taches de recherche et de coopération policière entre les deux pays (octobre 2001)
- Reconnaissance du Department of Justice –United States Attorney– Western District of Texas. (octobre  2003)
- Médaille Insigne de la Police Nationale d’Équateur, en reconnaissance de sa précieuse contribution au poste d’attaché de la Police et, enfin, à la police nationale d’Équateur.
- Reconnaissance du Federal Bureau of Investigation (FBI) pour des recherches et l’arrestation de fugitifs (septembre 2004).
- Remise de la Distinction en argent du secrétariat général de l’Interpol (septembre 2005).
- Reconnaissance de la Drug Enforcement Administration (DEA), pour sa contribution à la lutte contre le narcotrafic (juin 2005).
- Certificat de l’IALEIA (International  Association of Law  Enforcement Intelligence Analysts, avril  2006).
- Reconnaissance du département de la Sécurité intérieure des États-Unis, pour son appui important dans l’initiative binationale appelée Contrebande de Devises, opération au cours de laquelle on a réussi une prise de 51 millions de dollars (mai 2006).